# Рябков, Сергей Алексеевич
Серге́й Алексе́евич Рябко́в (род. 8 июля 1960, Ленинград) — российский дипломат, заместитель министра иностранных дел России.

## Биография
В 1982 году окончил МГИМО МИД СССР. Владеет английским и датским языками.
С 1982 года на дипломатической службе. Работал на различных дипломатических должностях в центральном аппарате Министерства иностранных дел и за рубежом.
В 1995—1999 годах — начальник отдела ОБСЕ Департамента общеевропейского сотрудничества МИД России.
В 2002—2005 годах — советник-посланник Посольства Российской Федерации в США.
В 2005—2008 годах — директор Департамента общеевропейского сотрудничества МИД России.
С 15 августа 2008 года — в должности заместителя министра иностранных дел Российской Федерации. Курирует вопросы двусторонних отношений со странами Северной и Южной Америк, нераспространения и контроля над вооружениями, проблематику иранской ядерной программы и участие Российской Федерации в объединении БРИКС.

### Личная жизнь
Женат, есть двое детей.
В интервью Тине Канделаки назвал Леди Гагу любимым американским исполнителем.

## Награды
- Орден Почёта[2]
- Орден Дружбы (3 июля 2008) — за большой вклад в реализацию внешнеполитического курса Российской Федерации и многолетнюю добросовестную работу[4]
- Орден «За заслуги перед Отечеством» IV степени (2 декабря 2013) — за большой вклад в реализацию внешнеполитического курса Российской Федерации и многолетнюю добросовестную работу[5]
- Почётная грамота Президента Российской Федерации (16 декабря 2015) — за большой вклад в реализацию внешнеполитического курса Российской Федерации и многолетнюю добросовестную работу[6]
- Орден Александра Невского (10 февраля 2020) — за большой вклад в реализацию внешнеполитического курса Российской Федерации и многолетнюю плодотворную работу[7]

## Дипломатический ранг
- Чрезвычайный и полномочный посланник 2 класса (25 мая 2004)[8]
- Чрезвычайный и полномочный посланник 1 класса (24 октября 2007)[9]
- Чрезвычайный и полномочный посол (4 марта 2009)[10]